# Újbars

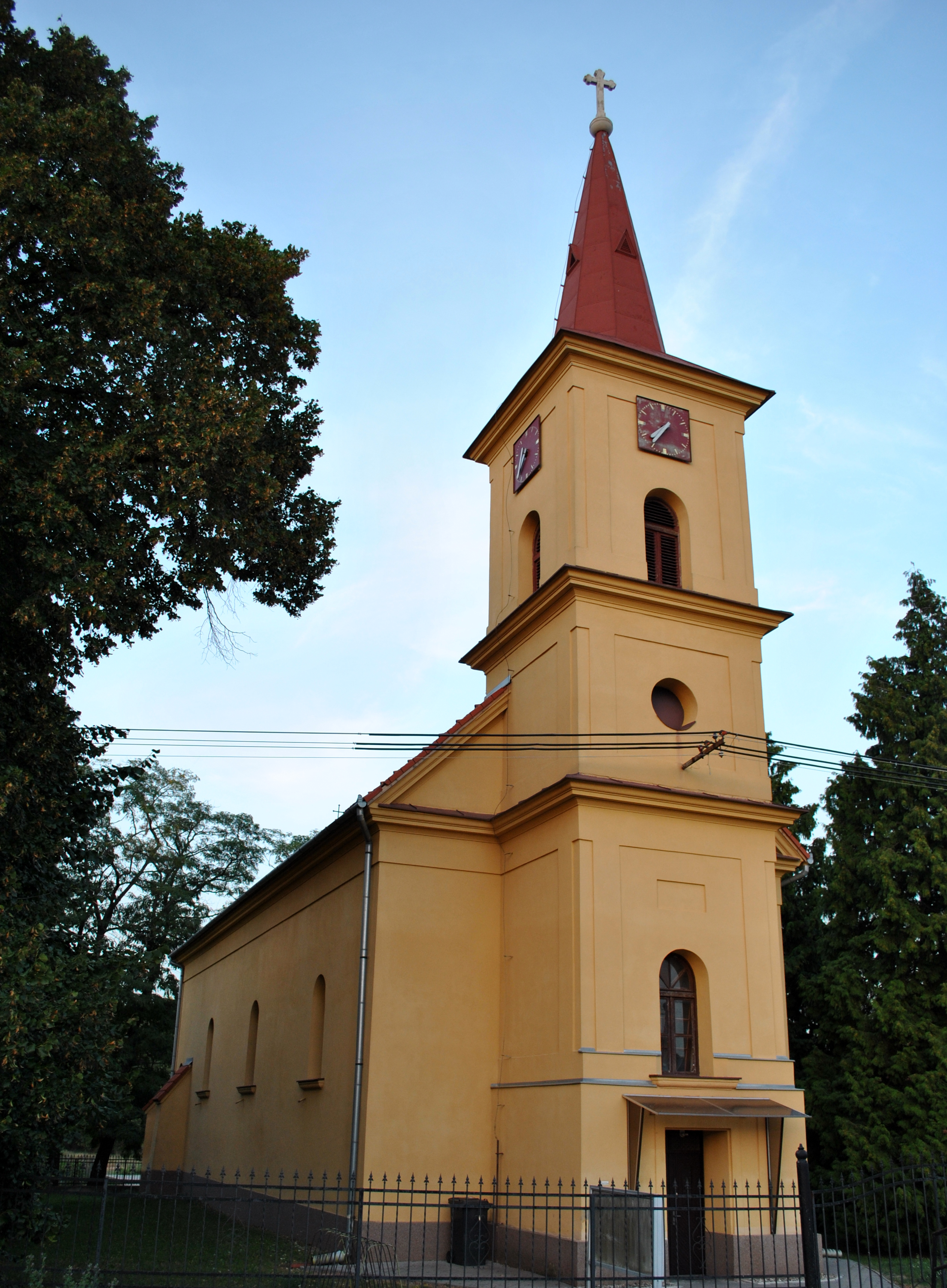
A katolikus templom

Újbars (szlovákul Nový Tekov) község Szlovákiában, a Nyitrai kerület Lévai járásában.

## Fekvése
Lévától 12 km-re nyugatra, a Garam jobb partján fekszik. Marosfalva, Sándorhalma, Podvinica és Újhegy településrészek tartoznak hozzá.

## Története
A régészeti leletek tanúsága szerint területén a római korban barbár település állt. A település Bars várának vásáros helyeként keletkezett a 14. század elején. 1320-ban "Cheturtekhel" néven említik először. Később "Chuturtukhel" alakban szerepel. 1331-ben egy másik vásárhely is felbukkan itt a forrásokban "Zombothel" néven. 1338-ban Csütörtökhely a lévai váruradalom része, a 15. században a garamszentbenedeki apátságé, a 16. században péli nemeseké, a 17. században a Hunyadi családé. 1725-ben a Zoborhegyi apátság és az Eszterházy család is szerez itt birtokot. 1534-ben már Kisbars néven tűnik fel. 1536-ban 16 portája adózott. 1601-ben 111 háza és iskolája is volt. 1663-ban feldúlta és elpusztította a török.
1703. október 30-án Újbarsnál a császáriak megverték Ocskayt és visszafoglalták Lévát. 1715-ben 30 adózója volt és szőlőskert, malom, kocsma is állt a településen. 1828-ban 109 házában 768 lakos élt, lakói főként mezőgazdasággal, szőlőtermesztéssel foglalkoztak. A szőlőtermesztésnek és borászatnak máig nagy hagyományai vannak a településen, az itt termelt főbb borfajták a zöld veltelini, a kékfrankos és a leányka. 1861-ben a birtokos Schoeller család lótenyészetet  alapított Újbarson, mely azóta is virágzik.  Évente két-három lóversenyt rendeznek a településen. A települést a 19. században még fahíd kötötte össze a szomszédos Óbarssal, ezt azonban a század közepén egy jeges ár elsodorta és már nem építették újjá. 1859-ben nagy tűzvész pusztított a községben. A nagyvállalkozó és bankár Schoeller család 1867-ben szerezte meg az uradalmat. A birtok modernizálása mellett lovak tenyésztésébe kezdtek. 1877-ben rendezték meg az első lóversenyt.
Vályi András szerint "Új Bars, Neu Bersenburg, Novi Tekov. Mező Város Bars Vármegyében, lakosai katolikusok, fekszik északra Lévától egy mértföldnyire, síkos térségen, Garam vize mellett, Hertzeg Eszterházy Uraságnak birtokában. Határbéli földgye termékeny, réttyei elég tágasak, szőlős kertyeik gyümöltsös fákkal gazdagok, borait könnyen eladhattya, fája tűzre, és épűletre elég, makk termő erdeje is van, malma helyben, keresetre módgya Léván, és Szent Benedeken, ’s az Országos vásárokban, első Osztálybéli."
Fényes Elek szerint "Uj-Bars, magyar m. v., Bars vármegyében, Ó-Barssal átellenben, szinte a Garan mellett: 256 kath., 7 evang., 540 ref. lak. Kath. és ref. anyaszentegyházak. Földjei termékenyek; erdeje legelő jó: szőlőhegyén sok gyümölcsöt terem. F. u. hg. Eszterházy. Ez év tavaszán csaknem az egész helység leégett a ref. parochiával egyetemben."
Bars vármegye monográfiája szerint "Újbars, garammenti magyar kisközség, Óbars szomszédságában, 1293, túlnyomóan ev. ref. vallású lakossal. E község már a pápai tizedszedők jegyzékében Chuturtkhel (Csütörtökhely) néven szerepel. Még 1506-ban is, a mikor a Lévaiak és a Harasztiak az urai, Chetertekhely néven találjuk említve; de azután a másik Barssal egy joghatóság alá kerülvén, kapta az Újbars nevet. A lévai vár uradalmai közé tartozott és annak urai voltak a birtokosai. A XVII. század első felében itt tartotta a vármegye nehány gyűlését. 1663 okt. 30-án itt táborozott Apaffi fejedelem. 1663-ban a törökök teljesen elpusztították, de lakosai egy évvel később ismét visszatelepedtek. 1704 decz. 3-án II. Rákóczy Ferencz oltalom-levelet ad az új-barsiaknak. A mult század elején még híd kötötte össze Ó-Barssal, melyet azonban már a század közepén a jégzajlás elpusztított. 1859-ben a község tűzvésznek esett áldozatul. A herczeg Eszterházy családtól a birtokot a Schöeller család vette meg, melynek itt ménese van. A község határában hajdan Zsengő nevű falu állott, melyről 1342-ben találunk említést. Kath. temploma 1811-ben épült. A református templomot 1791-ben építették. A községhez tartozik Sándorhalma puszta is. Postája Nagykálna, távirója és vasúti állomása Léva. Újbarson születtek Vécsey József (1800) és Repiczky János (1817), a Magy. Tud. Akadémia tagjai."
A trianoni békeszerződésig Bars vármegye Lévai járásához tartozott. Az első világháborút követően a nagybirtokos Schoeller család elveszítette az uradalmának mintegy kétharmadát, de folytatták a lótenyésztést. 1938 és 1945 között a falu újra Magyarország része. A második világégést követően államosították a Schoeller-vagyont. A szocializmust még átvészelte a ménes a versenyekkel együtt, ám a rendszerváltást követő privatizáció elsodorta.
2015-ben új hidat építettek Újbars és Óbars között a Garamon. 2020-ban emlékházat nyitottak.

## Népessége
| Év:            | 1994. | 2004.    | 2014.   | 2024.   |
| -------------- | ----- | -------- | ------- | ------- |
| Emberek száma: | 918   | 822      | 854     | 935     |
| Eltérés:       |       | -10,45 % | +3,89 % | +9,48 % |

| Év:            | 2023. | 2024.   |
| -------------- | ----- | ------- |
| Emberek száma: | 937   | 935     |
| Eltérés:       |       | -0,21 % |

1880-ban 1175 lakosából 975 magyar és 100 szlovák anyanyelvű volt. Ebből 724 református, 417 római katolikus, 24 izraelita és 5 evangélikus vallású volt.
Marosfalva 480 lakosából 458 magyar és 12 szlovák anyanyelvű volt.
1890-ben 1268 lakosából 1113 magyar és 133 szlovák anyanyelvű volt.
Marosfalva 418 lakosából 410 magyar és 8 szlovák anyanyelvű volt.
1900-ban 1293 lakosából 1180 magyar és 106 szlovák anyanyelvű volt.
Marosfalva 397 lakosából 384 magyar és 13 szlovák anyanyelvű volt.
1910-ben 1241 lakosából 986 magyar és 248 szlovák anyanyelvű volt.
Marosfalva 382 lakosából 358 magyar és 14 szlovák anyanyelvű volt.
1921-ben 1288 lakosából 1044 magyar és 234 csehszlovák volt.
Marosfalva 364 lakosából 339 magyar és 24 csehszlovák volt.
1930-ban 1255 lakosából 702 magyar és 508 csehszlovák volt. Ebből 695 római katolikus, 526 református és 23 izraelita vallású volt.
Marosfalva 327 lakosából 284 magyar és 25 csehszlovák volt.
1941-ben 1221 lakosából 1157 magyar és 50 szlovák volt.
Marosfalva 300 lakosából 278 magyar és 1 szlovák volt.
A lakosság összetételét nagyban befolyásolták a hontalanság évei. A kitelepítés és a lakosságcsere több száz magyart érintett a faluban.
1970-ben 1390 lakosából 272 magyar és 1112 szlovák volt.
1980-ban 1213 lakosából 226 magyar és 974 szlovák volt.
1991-ben 969 lakosából 158 magyar és 791 szlovák volt.
2001-ben 835 lakosából 692 szlovák és 104 magyar volt.
2011-ben 826 lakosából 717 szlovák és 92 magyar. Ebből 470 római katolikus, 98 evangélikus, 69 református, 25 testvériség egyházi, és 138 nem vallásos.
2021-ben 897 lakosából 791 (+5) szlovák, 48 (+7) magyar, (+1) ruszin, 5 (+1) egyéb és 53 ismeretlen nemzetiségű volt.

## Nevezetességei
- Borromei Szent Károly tiszteletére szentelt római katolikus temploma 1811-ben épült barokk-klasszicista stílusban a 15. századi gótikus templom alapjain. Az egyhajós, sokszögzáródású szentéllyel készült templom főoltára és szószéke is 18. századi munka. Belsejét utoljára 1994-ben újították meg.
- Református temploma 1791-ben épült klasszicista stílusban. 1850-ben egy tűzvészt követően megújították. Az úrasztala és a szószék 1829-ben készült fekete márványból. Orgonája a 18. század végén készült, harangtornyát 1793-ban építették.
- Kopjafa a kitelepítettek emlékére az iskola udvarán (Nagy Mátyás).

## Neves személyek
- Itt született 1817. április 13-án Repiczky János orientalista, az MTA tagja.
- Itt hunyt el 1824-ben Bánhorváthi János református lelkész.
- Itt hunyt el 1975-ben Veres Vilmos autodidakta paraszt író.
- Itt élt élete alkonyán Jády József (1825-1904) református tanítóképzőintézeti igazgató.
- Itt szolgált Csizmazia János katolikus pap, táblabíró.
- Itt szolgált Koron Imre plébános.

## Külső hivatkozások
- E-obce.sk Archiválva 2009. augusztus 7-i dátummal a Wayback Machine-ben
- Újbars a régió honlapján
- Községinfó[halott link]
- Újbars Szlovákia térképén